# José Eusebio de Llano Zapata
José Eusebio de Llano Zapata, (Lima, 1721-† Cádiz, 1780), erudito criollo y escritor ilustrado del Virreinato del Perú.

## Biografía
Sus padres fueron el presbítero Diego de Llano Zapata, hijo natural del maestre de campo Pedro de Llano Zapata Jaraba y Maldonado, caballero de la Orden de Santiago, y Francisca del Cid. Estudió en el Colegio franciscano de San Buenaventura de Guadalupe y fue alumno particular de eruditos jesuitas como José Ignacio de Vargas y Alonso de la Cueva, por lo cual debe haber accedido a la mejor biblioteca de América de ese entonces, la Biblioteca del Colegio Máximo de San Pablo de Lima. Nunca entró a la Universidad de Lima.
Entre 1751 y 1755 viajó por Chile, Buenos Aires y Río de Janeiro. En su afán de publicar sus Memorias histórico, físicas, apologéticas de la America Meridional viajó a España en 1755 para obtener autorización, pero sus esfuerzos fueron infructuosos para llevarlas a cabo. Durante su residencia en España publicó un preliminar a las Memorias, además de compilar un epistolario con personalidades de la época publicándola en dos tomos.

## Obras
- Resolución en consulta sobre la irregularidad de las terminaciones "exiet" y "transiet" del capítulo 6 de Judith y 51 de Isaías, que según reglas de la latinidad pedían ser Exibit y Transibit, Lima 1743.
- Respuestas a que satisface don José Eusebio Llano Zapata a los dos reparos que a unas cartas latinas que escribió,puso el Lic.Mariano de Alcocer, Lima 1745.
- Traducción del Hygiasticon o verdadero modo de conservar la salud,del jesuita Leonardo Lessio.
- Observación Diaria Crítico-Histórico-Metheorológico, contiene todo lo acontecido en Lima, desde el 1 de marzo de 1747 hasta el 28 del mismo.
- Respuesta dada al Rey nuestro señor D.Fernando el Sexto,sobre una pregunta que SM hizo a un Mathemático y experimientado en las tierras de Lima, sobre el Terremoto acaecido en el día primero de noviembre de 1755 , Sevilla,1756.
- Paremiographo hispano-latino que ofrece y dedica a la estudiosa juventud peruana. Lima, 1752.
- Preliminar y cartas que preceden al Tomo I de las Memorias Histórico-Physicas-Crítico-Apologéticas de la América meridional, Cádiz, 1759.
- Breve colección de varias cartas crítico juiciosas que saca a la luz y dedica al M.Ilustre Señor Doctor Don Joseph Perfecto de Salas, Sevilla, 1763.
- Breve colección de varias cartas crítico-juiciosas que saca a la luz y dedica el Sr.Don Joseph Morales de Aramburu y Montero. , Cádiz, 1764.
- Carta Persuasiva al Señor Don Ignacio de Escandón,Colegial Theologo que fue en el Insigne y mayor Colegio San Luis de Quito., Rioja, 1768.
- Memorias histórico,físicas,crítico,apologéticas de la America Meridional
- Epítome cronológico del Perú